# Michail Tuchatjevskij
Michail Nikolajevitj Tuchatjevskij (ryska Михаил Николаевич Тухачевский), född 16 februari 1893 i Alexandrovskoje, Guvernementet Smolensk, död 12 juni 1937 i Moskva, var en sovjetisk militär, som var chef för Röda armén från 1925 till 1928. Han utnämndes till marskalk av Sovjetunionen år 1935. Tuchatjevskij betraktas som en stor militärbegåvning.
Han hamnade dock i onåd hos Stalin och avrättades den 12 juni 1937.

## Biografi
Tuchatjevskij kom från en adlig familj, men hans mor var bonddotter. Efter kadettskola och krigsskola blev Tuchatjevskij år 1914 underlöjtnant vid Semjonovskijregementet. Under första världskriget blev han tillfångatagen av tyskarna 1914 och efter upprepade flyktförsök sänd till ett specialläger i Ingolstadt där han träffade Charles de Gaulle. I september 1917 lyckades han slutligen fly till Schweiz och kunde återvända till Ryssland över Norge och Sverige. Tillbaka i sitt regemente tjänstgjorde han som kompanichef.
När inbördeskriget bröt ut anmälde Tuchatjevskij sig frivilligt till Röda armén. Från 1919 till 1920 deltog Tuchatjevskij i polsk-sovjetiska kriget men stoppades av polackerna utanför Warszawa i augusti 1920. Tuchatjevskij spelade en viktig roll i Röda arméns utveckling efter inbördeskriget 1917–1923. Bland annat förespråkade han en mekanisering och expansion av armén.
Tuchatjevskij arresterades 1937 under den stora terrorn. Han och åtta andra militärer, Iona Jakir, Ieromin Uborevitj, Robert Eideman, August Kork, Vitovt Putna, Boris Feldman, Vitalij Primakov och Jan Gamarnik, påstods tillhöra ett antisovjetiskt trotskistcentrum och anklagades för landsförrädisk verksamhet och samarbete med Nazityskland. Gamarnik begick självmord innan processen inleddes. Tuchatjevskij och de kvarvarande sju medanklagade dömdes till döden och avrättades i juni 1937. Tuchatjevskij sköts med nackskott av kaptenen i NKVD, Vasilij Blokhin, som under sin karriär personligen avrättade tiotusentals fångar, bland annat i samband med Katynmassakern.
Trovärdiga källor gör gällande att det var  tyskarna som spred ryktet om Tuchatjevskijs förräderi för att på så sätt försvaga den sovjetiska armén. Det polska kommunistpartiets ledare Gomulka auktoriserade i ett tal att Hitler och Himmler avsåg att  ’förråda ’ Tuchatjevskij och lamslå Röda armén genom att läcka ut uppgifter om  tyska kontakter via källor till Tjeckoslovakiska presidenten Benes, vilket även sentida sovjetiska källor bekräftar.  Heydrich och Behrens förfalskade en dossié som påstods innehålla en årslång brevväxling mellan ryska överkommandot och Tuchatjevskij. Dossién godkändes av Hitler och Himmler varefter SD via ombud skickade denna direkt till Jezjov. Conquest hävdar att det, vid tiden för bokens publicerande, även i en sovjetisk bok återgavs ett antal beskrivningar av falsifikatet från Tyskland och andra västerländska källor.
Andra teorier gör gällande att han verkligen konspirerade för att få bort Stalin.alternativt att Tuchatjevskijs konflikt med fältmarskalken Vorosjilov bidrog till hans fall.
Hans fru Nina, och hans två bröder, officerarna Alexander och Nikolaj avrättades också. Tre av hans systrar sändes till koncentrationsläger. Hans tolvåriga dotter Svetlana Tuchatjevskij hölls i fängsligt förvar tills hon fyllde 17 år; därefter internerades hon i ett läger i fem år. Hon ansågs som ’socialt farlig’. Marskalkens mor gick också under - hon hade vägrat fördöma honom. 
År 1957 blev Tuchatjevskij och hans kollegor rehabiliterade.